# 노다촌 (사이타마현)
노다촌(野田村)은 사이타마현 기타아다치군에 존재했던 촌이다. 
1956년 4월 1일 도즈카촌, 다이몬촌과 합병해 미소노촌이 성립하여 소멸하였다.

## 역사
- 1889년 4월 1일 - 정촌제 시행에 의해 기타아다치군 노다촌이 성립하였다.
- 1956년 9월 30일 - 도즈카촌, 다이몬촌과 합병해 미소노촌이 성립해 노다촌은 소멸하였다.

## 참고문헌
- 「角川日本地名大辞典」編纂委員会『角川日本地名大辞典 11 埼玉県』角川書店、1980年7月8日。ISBN 4040011104。
- 浦和市総務部市史編さん室『わがまち浦和―地域別案内』浦和市、1982年11月30日。